# スリランカの歴史

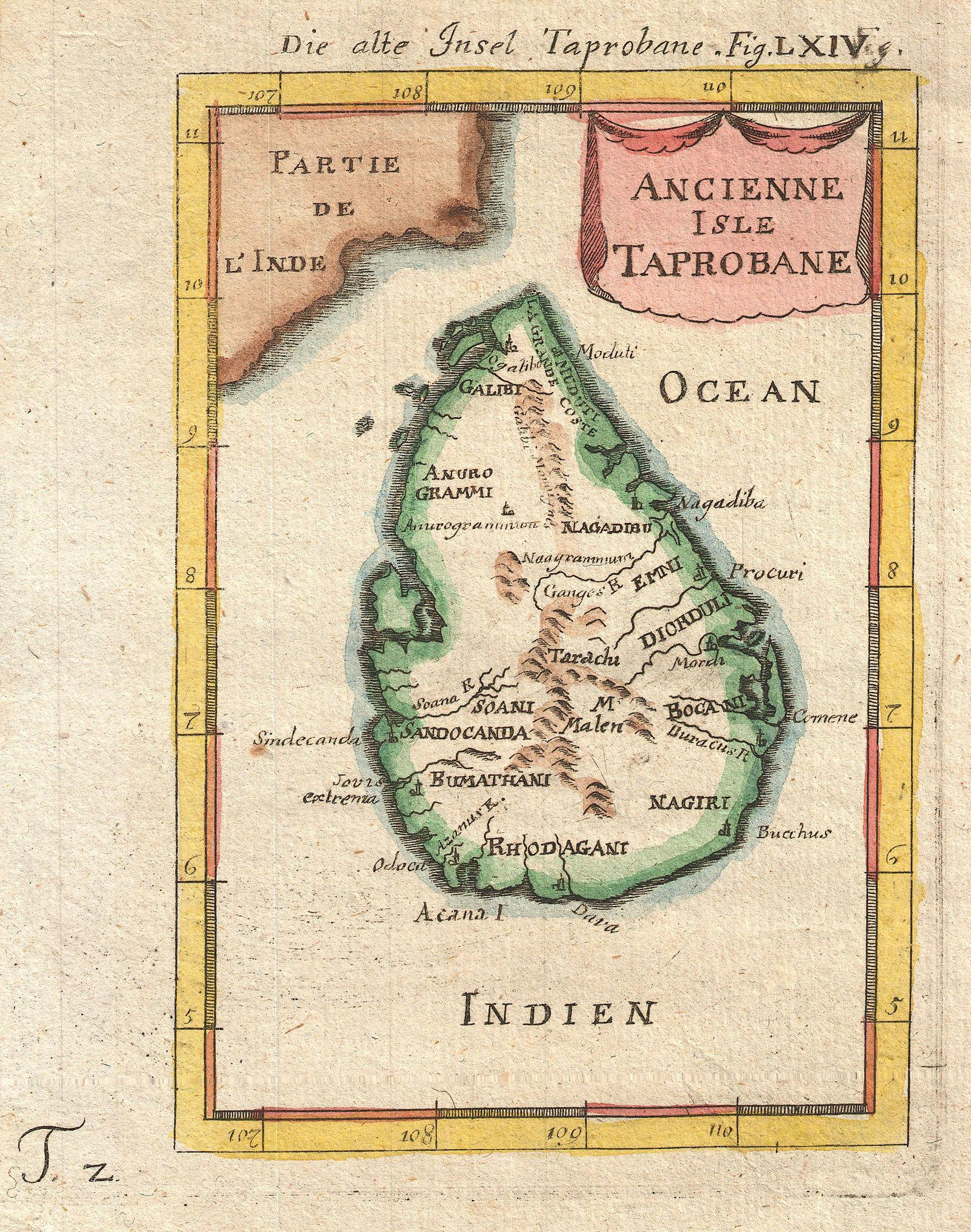
1686年頃の地図

この記事ではスリランカの歴史について解説する。スリランカの国旗にはライオンが描かれているが、これは最初のシンハラ王がライオンの孫であるという建国説話に因んだものである。
スリランカの歴史はより広範なインド亜大陸とその周辺地域（南アジアや東南アジア、インド洋）の歴史と絡み合っている。
セイロン島で発見されている初期の人類遺跡は、およそ38,000年前のバランゴダ人の物である。
スリランカの歴史時代はおおよそ3世紀頃に始まり、それはパーリ語で書かれたマハーワンサ、ディーパワンサ、チューラワンサといった年代記に基づいている。こうした書物は北インドのウィジャヤ王子が来島してからの歴史を記述している。セイロン島への入植に関する最初期の記述がこれらの年代記に見られる。これらの年代記はシンハラ人の祖先が紀元前6世紀にタンバパンニ王国を成立させて以降の時代を扱っている。スリランカ最初の統治者であるアヌラーダプラ王国のパンドゥカーバヤは紀元前4世紀の記録に残っている。仏教は紀元前3世紀に阿羅漢マヒンダ（インドの皇帝アショーカ王の息子）によって伝来した。
その後何世紀にもわたりセイロン島は多数の王国に分裂したが、一時的に（西暦993-1077年）チョーラ朝の侵略によって統合していた。スリランカはアヌラーダプラ時代からキャンディ時代にかけて、181もの君主によって統治されていた。16世紀以降、幾つかの沿岸地域はポルトガル、オランダ、イギリスによって管理された。1597年から1658年にかけて、セイロン島のかなりの領域はポルトガルの支配下となった。八十年戦争に伴うオランダの侵入によって、ポルトガルはセイロン島の権益を失った。キャンディ戦争を経て、1815年にセイロン島はイギリスの支配下で統一された。イギリスに対して1818年にウバ反乱、1848年にマータレー反乱という2度の武装蜂起が発生した。最終的に1948年に独立が認められたが、その後も1972年までドミニオンとして英連邦に留まった。
1972年にスリランカは共和制に移行した。1978年に施行された憲法では、大統領を国家元首とした。1983年に始まったスリランカ内戦（1971年と1987年のJVPによる武装蜂起を含む）は25年の長きにわたり、2009年に終結した。またシリマヴォ・バンダラナイケ政権下の1962年にはクーデター計画もあった。

## 先史時代
人類が入植した証拠はバランゴダ遺跡で見つかっている。バランゴダ人は約125,000年前にセイロン島に到達し、洞窟に居住し狩猟採集社会を営む中石器文化を形成していたことが分かっている。有名なバタドンバレナやファヒエン洞窟を含むこれらの洞窟では、バランゴダ人による工芸品が多数出土しており、彼らは現在分かっている最初のセイロン島定住者であると考えられている。
バランゴダ人は恐らく狩猟のために森林を焼くことで、現在ホートンプレインズと呼ばれる草原を作り出した。しかし、この草原において紀元前15,000年頃のオーツ麦や大麦が発見されたことで、この頃には既に農耕が始まっていたものと推測されており、人類最古の農業地域の可能性も示唆されていた(イスラエルに23000年前の農業地帯があったため現在では人類最古ではないがいずれにせよ古くから農耕を行っていたことは確かである)。
幾つかの小さな（長さ4cmほどの）花崗岩石器、土器、焼け焦げた木片、粘土製の甕棺墓などは中石器時代の物であると比定されている。ワラナラジャマハヴィハラの洞窟やカラトゥワワ地区での近年の発掘調査により、紀元前6,000年頃の人類遺構が発見されている。
シナモンはスリランカ原産であり、紀元前1,500年頃の古代エジプトで見つかっている。このことから、エジプトとセイロン島の間でこの頃には貿易が行われていたことが推察される。また、ヘブライ語聖書に現れる地名タルシシュがセイロン島に所在していた可能性も指摘されている。ジェームズ・エマーソン・テネントはタルシシュの所在地を現在のゴールであるとしている。
遅くとも紀元前1,200年頃までには、既に南インドにおいて原史時代の鉄器文化が成立していたと見られる（Possehl 1990; Deraniyagala 1992:734）。スリランカでの最初期の鉄器はアヌラーダプラ、およびシーギリヤのアリガラ岩陰遺跡で発見され、放射性炭素年代測定により紀元前1,000～800年頃の物とされている（Deraniyagala 1992:709-29; Karunaratne and Adikari 1994:58; Mogren 1994:39; with the Anuradhapura dating corroborated by Coningham 1999）。さらなる調査により、鉄器文化の発生時期は南インドのそれに一致するまで遡る可能性が非常に高い。
原史時代（紀元前1,000～500年）の間、スリランカは文化的にインド南部と共通しており、巨石墳墓や黒赤土器文化、製鉄、耕作技術、巨石に刻まれた未解読文字などの共通点を持つ。この文化的集合体はVelir（タミラカムの小王族）のようなドラヴィダ族とともに南部インドから広まっていき、それはプラークリット話者よりも早い時期であった。
スリランカにおける鉄器時代の始まりを示す考古学的証拠はアヌラーダプラで発見された。そこでは紀元前900年よりも前に大規模な都市開発が行われた。紀元前900年には都市規模は15ヘクタールに及んでいたが、紀元前700年までにはさらに50ヘクタールに拡大していた。同時期における同様の遺跡はシーギリヤのアリガラでも発見されている。
ワンニヤレット、あるいはヴェッダと呼ばれる狩猟採集民は、現在でも中部州、ウバ州およびスリランカ北東部に居住している。彼らが恐らく最初の入植者バランゴダ人の直系子孫である。入植時期は人類がアフリカからインド亜大陸へと広がった時期に近いと考えられる。
その後、インド・アーリア人の入植者たちがシンハラと呼ばれる独自の水力文明を打ち立てた。彼らの業績には古代世界におけるため池やダムの建設に加え、ピラミッドに似たストゥーパ（シンハラ語ではダゴバ）を数多く造ったことなどが挙げられる。この段階のスリランカ文化は、初期仏教の導入期と言える。
仏典に記録された初期の歴史では、ブッダがナーガ族の王に会うために3度セイロン島を訪れたことに触れている（ナーガ族は伝説上の部族で、蛇にも人にもなることができるとされている）。
現存するセイロン島最古の記録であるヴィーパワンサとマハーワンサでは、ヤクシャ、ナーガ族、ラークシャサ、デーヴァ族がインド・アーリア人に先んじてセイロン島に住んだとされている。

## 先アヌラーダプラ時代（紀元前543–377年）

### インド＝アーリア習合
パーリ語の年代記であるディーパワンサ、マハーワンサ、トゥーパワンサ、チューラワンサは、石に刻まれた他の膨大な碑文 や、インドの碑文記録、さらにこれら年代記のビルマ語版とともに、およそ紀元前6世紀以降のスリランカの歴史に関する情報を与えてくれる。
紀元400年頃にディーパワンサやアッタカターなどの入手可能な文献に基づいて僧マハーナーマが編纂したマハーワンサは、同時期のインドの歴史と密接に関係している。実際、マハーワンサにはアショーカ王の治世に関しての記録も含まれている。アショーカ王の即位（ブッダ入滅の218年後）より以前の記述については、一部伝説も含まれているようである。適切な歴史的記述は、ウィジャヤと彼の700人の配下がヴァンガから来島した時期から始まる。マハーワンサには、ウィジャヤ時代以降の王朝を記録した詳細な記述が含まれている 。H. W. コドリントンは、古代スリランカにおける「2度の征服を組み合わせてウィジャヤ（征服者）というキャラクターが作られた可能性があり、それはかなり高い確率と言える」と述べている。ウィジャヤはインドのシーハバーフ王（獅子の腕を持つ人の意味）とその妹シーハシーウァリー王妃との間に生まれた長子である。これら2人のシンハラ人指導者は、ともにライオンと人間の姫との神話的交配で生まれたという共通点を持つ。マハーワンサはウィジャヤの上陸がブッダ入滅と同じ日であったと述べている（ガイガーによるマハーワンサ序文を参照）。ウィジャヤとクヴェニ（先住民の女王）との物語はギリシャ神話を想起させ、古代印欧神話に共通の源流を持つ可能性がある。
マハーワンサによれば、ウィジャヤはMahathitha（現在のManthotaもしくはマンナール）付近に上陸し、島をTambaparni（銅色の砂の意）と名付けた。この名前はプトレマイオスの古代世界地図にも記載されている。またマハーワンサは、ブッダがスリランカを3回訪問したことについて記述している。最初はナーガの王とその養子が紅玉の椅子を巡って争って生じた戦争を止めるためであった。最後の訪問において、ブッダは足跡をスリー・パーダ（アダムスピーク）に残したとされる。
タミラバラーニ（Tamirabharani）はスリランカで2番目に長い川（現在はシンハラ語でマルワトゥ川、タミル語でアルービと呼ばれる）の古名である。この川は当時の首都アヌラーダプラとMahathithaを結ぶ主要な物流ルートであった。この水路は海のシルクロードを往来するギリシャや中国の船も用いた。
マハーティ（Mahathir）はスリランカとインドやペルシャ湾を結ぶ古代の港であった。
現在のシンハラ人は、インド＝アーリア人と先住民との混血である 。シンハラ人はインド＝アーリア系の言語・文化・宗教（上座部仏教）・遺伝学・自然人類学に基づいて、近隣の南インド諸族とは異なるエスニック・グループであると認識されている。

## アヌラーダプラ時代（紀元前377-紀元1017年)

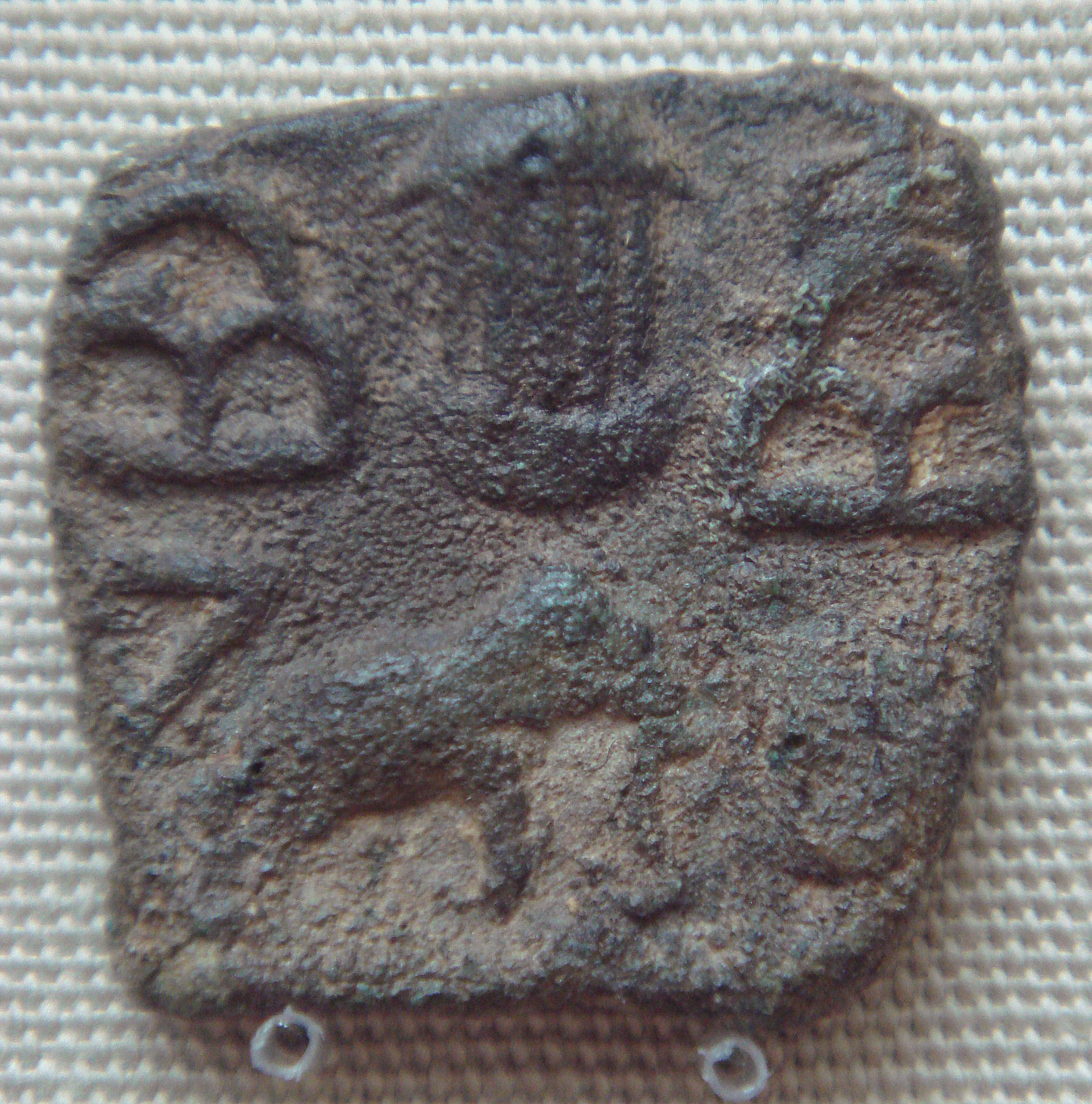
紀元1世紀のパーンディヤ朝のコイン。山を表す記号の間にある寺院と、像が彫り込まれている

初期のアヌラーダプラ王国は農耕を基盤としており、主に年間を通じて農業に必要な水を確保できる東部・北中部・北東部の川沿いへ最初の定住が行われた。国王は国の統治者であり、法律と軍事を司り信仰を守護する存在であった。デーワナンピヤ・ティッサ（紀元前250-210年）はシンハラ人で、マウリヤ朝の王と親交があった。彼とアショーカ王との関係から、紀元前247年にアショーカ王の息子であるマヒンダによって仏教が伝来した。その妹サンガミッターは、カンカサントゥレイの西にあった古代の港ジャンブコラから菩提樹の苗木を移入した。ティッサ王の治世は、上座部仏教およびスリランカにとって極めて重要なものであった。
マウリヤ・サンスクリットの文献『アルタシャーストラ』では、スリランカにおける真珠と宝石について取り上げている。真珠の一種であるkauleya（サンスクリット語： कौलेय）についての記述があり、それがシンハラ語のMayurgrāmから採られたものであると書かれている。また宝石Pārsamudra（サンスクリット語：पारसमुद्र）もシンハラ語起源であるとされる。
エララン（紀元前205-161年）はタミル人の王で、アヌラーダプラのアセラ王を斃した後にピヒティ・ラタ（マハウェリ川以北の地域）を治めた。エラランの時代には、ケラニ・ティッサが副王としてマヤラタ（スリランカ南西部）を、カヴァン・ティッサが同じく副王としてルフナ（スリランカ南東部）をそれぞれ統治した。カヴァン・ティッサはティッサ・マハー・ヴィハラやディガヴァピの貯水池の他、セルウィラに多くの寺院を建立した。カヴァン・ティッサの長男ドゥトゥガムヌ（紀元前161-137年）は25歳の時に、エララン（当時64歳を超えていた）を一度の戦闘で打ち破ったとマハーワンサに記されている。ドゥトゥガムヌが建立したルワンウェリサーヤは、ピラミッドのような形状のダゴバである。
プラハッタはアヌラーダプラを侵略したいわゆる5人のドラヴィダ人の最初の1人で、バヒヤに斃された。パヒヤはさらにパナヤ・マーラに、パナヤ・マーラはピラヤ・マーラにそれぞれ斃され、ピラヤ・マーラは紀元前88年にダティカによって殺された。ダティカはヴァラガンバ王に打倒され、それとともにタミル支配が幕を閉じた。
上座部仏教のAbhayagiri（前大乗仏教的な）教義論争がこの頃に始まった。マータレーのアルビハラ寺院において、三蔵がパーリ語で執筆された。チョーラ・ナーガ（紀元前63-51年）は妻アヌラによって毒殺された。チョーラ・ナーガとクダ・ティッサの未亡人であったアヌラは、スリランカ最初の女王となった（紀元前48-44年）。彼女は多くの愛人を毒殺したが、クタカンナ・ティッサに殺された。ヴァサバ（紀元67-111年）はスリランカ北部ヴァリプラムで出土した金メッキ板にその名が刻まれている王で、アヌラーダプラの防御を強化し11の貯水池を築造するとともに、多くの布告を発した。ガジャバフ1世（紀元114-136年）は初期チョーラ王国に侵攻し、囚われていた捕虜を奪還した。サンガム文学の叙事詩『マニメカライ』によると、ピリヴァライという名のナガディーパの王の娘と、チョーラ朝の王キリヴァラヴァンとの密通によって生まれた子が、パッラヴァ朝最初の王であるとされている。2人の間に生まれた王子は船が難破した際に行方不明となったが、後に発見されたときに彼の足元にヤサイカラスウリ（Tondai）の小枝（pallava）があったことから、『Tondaiの人』を意味する名がつけられたという。他の版によれば、パッラヴァはアシュヴァッターマンとナーガ族の姫との婚姻で生まれたとされ、この仮説はバフー碑板の第6韻文に記された「アシュヴァッターマンからパッラヴァという名の王が生まれた」という内容から支持されている。

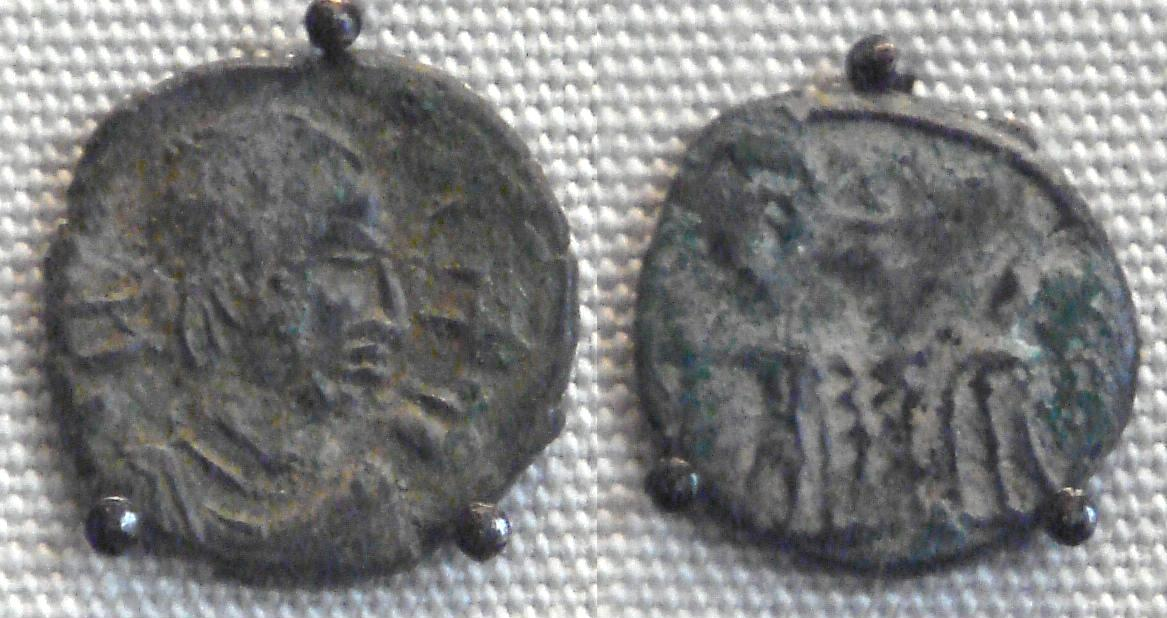
スリランカで4～8世紀頃に作られた4世紀ローマコインの模造品

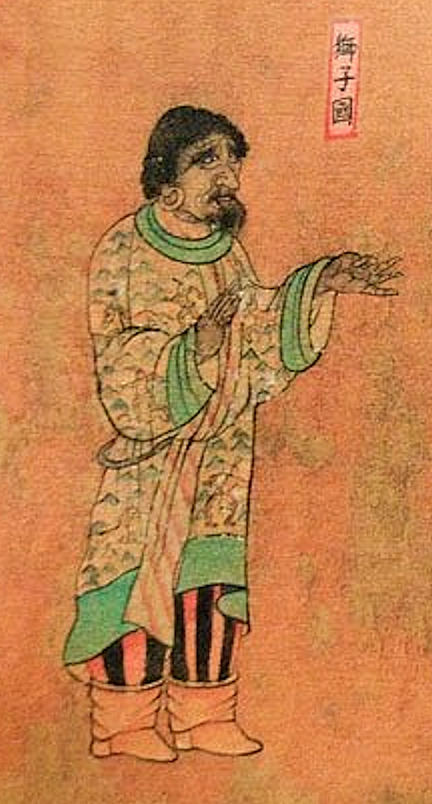
梁を訪れたスリランカ（獅子國）の大使。650年頃の王会図より

古代タミル国家（現在の南インド地域）やスリランカは、ローマとの間に強い貿易関係を持っていた。貿易のための居留地が作られ、それらは西ローマ帝国の滅亡後も長く残存した。
スリランカのキリスト教徒に伝わる言い伝えによれば、紀元1世紀に使徒トマスがスリランカに最初の一神教であるキリスト教を伝えたとされている
。
マハーセーナ（274-301年）の治世において上座部仏教は迫害を受け大乗仏教が台頭したが、後に王は上座部仏教に回帰した。パンドゥ（429年）は6人のパーンディヤ朝の統治者のうち最初の王であり、統治は455年のピティヤまで続いた。ダートゥセーナ（477-495年）は有名なシーギリヤの宮殿を建設し、そこに残る700もの岩絵は当時のシンハラ文化を垣間見せるものである。
衰退
993年、ラージャラージャ1世はチョーラの大軍勢を派遣し、アヌラーダプラ王国の北部を征服してチョーラ朝の支配下に置いた。その後彼の息子であるラージェーンドラ1世の時代に、セイロン島全域が征服され広大なチョーラ帝国の版図に組み入れられた。

## スリランカ史
紀元前483年にシンハラ族の祖とされるヴィジャヤ王子が来島し、シンハラ王朝を建てて、アヌラーダプラ王国を作ったとされる。王都はアヌラーダプラに置かれた。紀元前3世紀中頃にアショーカ王の王子マヒンダが仏教を伝え、アヌラーダプラにマハービハーラ（大精舎）が建てられた。1505年にはポルトガル人が、1658年にはオランダ人が来航し、海岸地帯を植民地化した。その後1802年にアミアン条約によりイギリスの植民地となり、1815年にはキャンディー王朝が滅亡して全島がイギリスの植民地となった。1948年イギリス連邦内の自治領として独立。1972年には国名を「スリランカ共和国」に改めるとともに、イギリス連邦内自治領セイロンから完全独立した。そして1978年9月に、国名を「スリランカ民主社会主義共和国」に改称した。2004年12月に起きたインド洋大津波では、大半の沿岸が被災し、3万人以上が犠牲になるなど甚大な被害が出た。